# فرودگاه بین‌المللی ژنرال رودلفو سانچز تابوادا
فرودگاه بین‌المللی ژنرال رودلفو سانچز تابوادا (به انگلیسی: General Rodolfo Sánchez Taboada International Airport) (به زبان بومی: Aeropuerto Internacional de Mexicali General Rodolfo Sanchez Taboada) یک فرودگاه همگانی، نظامی ۴۹۳۰۰۰ با کد یاتا MXL است که یک باند فرود بله دارد و طول باند آن بتن متر است. این فرودگاه در شهر مخیکالی، باخا کالیفرنیا کشور ایالات متحده آمریکا قرار دارد و در ارتفاع ۲۳ متری از سطح دریا واقع شده‌است.